# توركواتو تاسو (غوته)

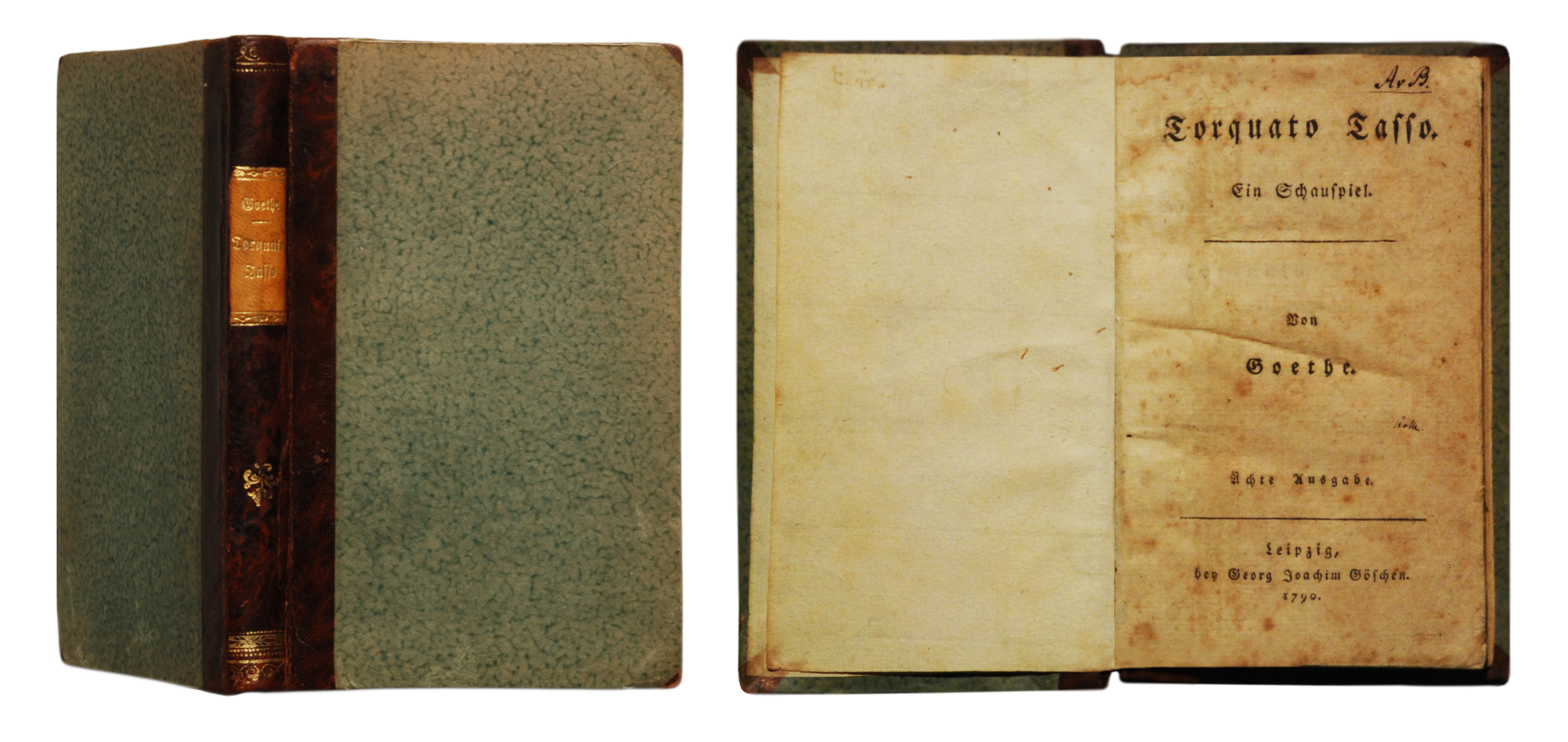

توركواتو تاسو (بالألمانية: Torquato Tasso) مسرحية كُتبت بواسطة الأديب الألماني يوهان فولفغانغ فون غوته في 1790 والعرض الأساسي لها كان في عام 1807. المسرحية تدور حول الشاعر الإيطالي توركواتو تاسو (1544-1595)، ألف غوته المسرحية في البداية في فايمار في 1780 ولكن معظم المسرحية كتبت أثناء رحلة غوته إلى إيطاليا بين 1786 و1788، اكتملت المسرحية في 1790.

## وصلات خارجية
| - توركواتو تاسو، على أرشيف الإنترنت. - توركواتو تاسو، على مشروع جوتنبرج. - توركواتو تاسو، على كتب جوجل. | - توركواتو تاسو، على مكتبة جامعة هارفارد. - توركواتو تاسو، على مكتبة جامعة ميشيغان. - توركواتو تاسو، على مكتبة جامعة ولاية بنسلفانيا. |

## قراءات إضافية
- توركواتو تاسو، يوهان فولفغانغ فون غوته، ترجمة عبد الغفار مكاوي، القاهرة، دار الكاتب العربي للطباعة والنشر، 1968.
- توركواتو تاسو، يوهان فولفغانغ فون غوته، ترجمة وتقديم عبد الرحمن بدوي، من المسرح العالمي 132، الكويت: وزارة الإعلام، 1980.